# 特里尼蒂帕梅托角区
特里尼蒂帕梅托角区是聖基茨和尼維斯的14個區之一，位於聖基茨島西南部，北鄰基督教會尼古拉鎮區和聖瑪麗卡永區，東毗聖彼得巴斯特尔區和聖喬治巴斯特尔區，南臨加勒比海，西接聖托馬斯米德艾蘭區，首府設於特里尼蒂，面積16平方公里，2001年人口1,692，人口密度每平方公里108.18人。